# Gouvernement du Sénégal du 18 juin 1958
Voici la composition du gouvernement du Sénégal du 18 juin 1958 :
- Pierre Lami, président du Conseil de Gouvernement du territoire du Sénégal
- Mamadou Dia, vice-président du Conseil du Gouvernement
- Valdiodio Ndiaye, ministre de l’Intérieur
- Latyr Camara, ministre de la Fonction Publique
- André Peytavin, ministre des Finances
- Ousmane Socé Diop, ministre du Plan
- Diaraf Diouf, ministre de la Coopération et de la Mutualité
- Joseph Mbaye, ministre de l’Économie rurale
- Édouard Diatta, ministre de la Santé et de la Population
- Amadou-Mahtar M'Bow, ministre de l’Éducation et de la Culture
- Amadou Babacar Sarr, ministre du Travail et des Affaires sociales
- Alioune Badara Mbengue, ministre des Travaux publics, des Transports et des Mines

## Sources
- Gouvernements du Sénégal de 1957 à 2007 (Site Équité et égalité de genre au Sénégal, laboratoire GENRE, université Cheikh-Anta-Diop, Dakar)